# Noroeste

Noroeste.

Noroeste ou nordoeste (NO) é uma coordenada cartográfica situada entre o norte e o oeste.

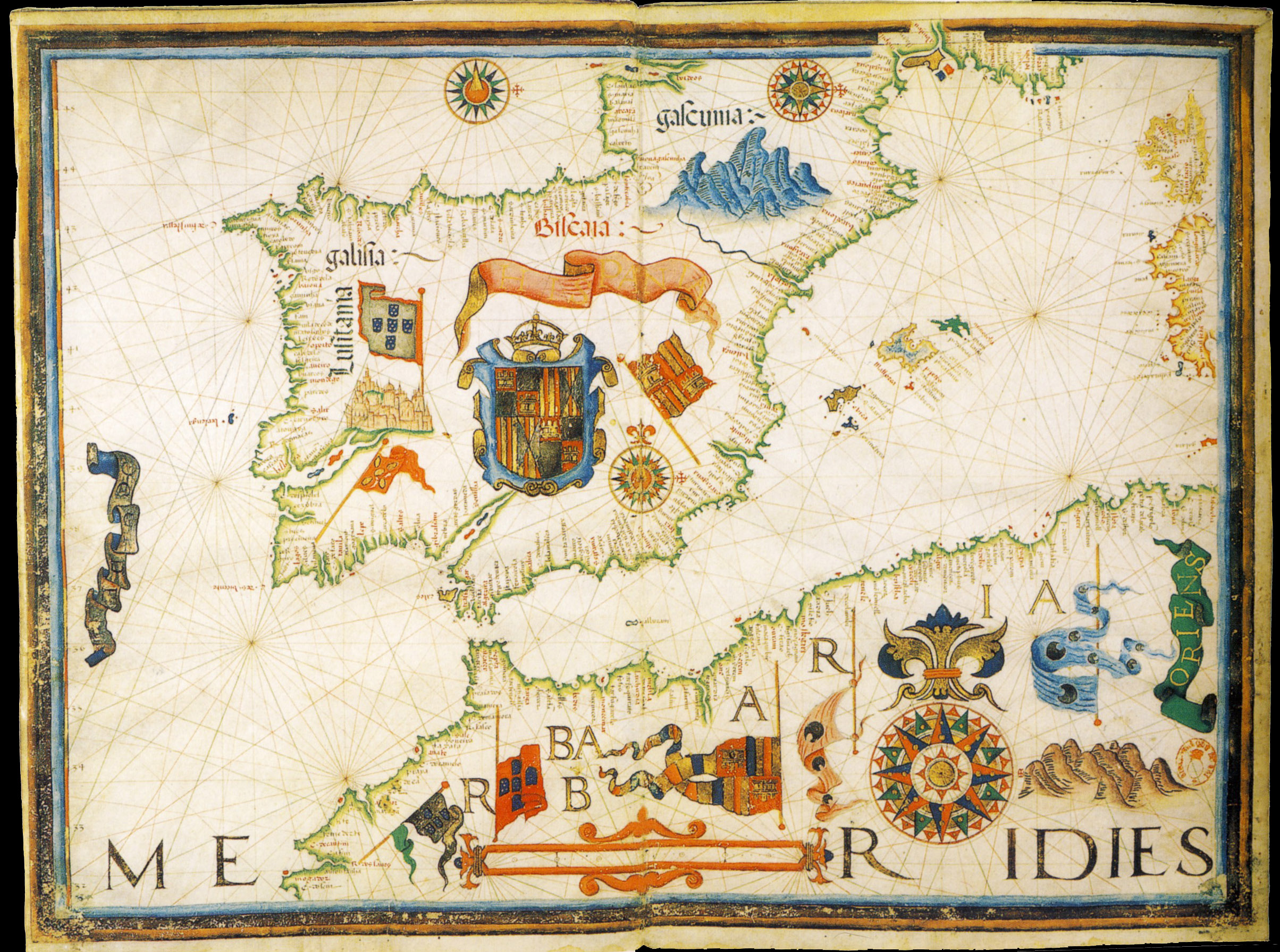
Mapa do atlas de Diogo Homem.

É um dos pontos colaterais da rosa dos ventos. Numa nota do atlas do cartógrafo português Diogo Homem (1558), o autor faz corresponder esta direção ao vento Maestro (Mistral).